# Сармаца (Верона)
Сармаца (итал. Sarmazza) је насеље у Италији у округу Верона, региону Венето.
Према процени из 2011. у насељу је живело 90 становника. Насеље се налази на надморској висини од 31 м.